# Rubin Ťumeň
Rubin Ťumeň (ru: Хоккейный клуб Рубин) je hokejový klub z Ťumeně, který hraje Vyšší ligu ledního hokeje (2. liga po Kontinentální hokejové lize) v Rusku. Své domácí zápasy hraje na místním stadionu Dvorec Sporta. 

## Historie
Klub byl založen v roce 1959 pod názvem Vodnik ˇŤumeň. toto jméno si udržel až do roku 1972, kdy byl přejmenován na Rubin Ťumeň. V roce 1995 přišla opět hměna názvu na Gazovik Ťumeň, protože kub uzavřel sponsorskou smlouvu s plynárenskou firmou Gazprom.
V období 1994 až 1999 hrál klub v třetí ruské lize Pervaja Liga. V roce 1999 postoupil do VHL, druhé nejvyšší hokejové soutéže. v roce 2010 klub opět přijal staronový název Rubin Ťumeň. Pod tímto názvem se dvakrát stal mistrem, v roce 2011 a v roce 2022. 
V klubu vyrůstali a působili mnozí minulí i současní hráči VHL a KHL. 
Rubin Ťumeň funguje jako záložní tým klubu HK Jugra Chanty-Mansijsk.